# بروین نایت
بروین نایت (انگلیسی: Brevin Knight؛ زادهٔ ۸ نوامبر ۱۹۷۵) بازیکن بسکتبال اهل ایالات متحده آمریکا است.
از باشگاه‌هایی که در آن بازی کرده‌است می‌توان به ممفیس گریزلیز، آتلانتا هاوکس، لس آنجلس کلیپرز، واشینگتن ویزاردز، یوتا جاز، میلواکی باکس، فینیکس سانز، و شارلوت هورنتس اشاره کرد.